# Gyps indicus
Il grifone indiano (Gyps indicus Scopoli, 1786) è un rapace della famiglia degli Accipitridi.

## Descrizione

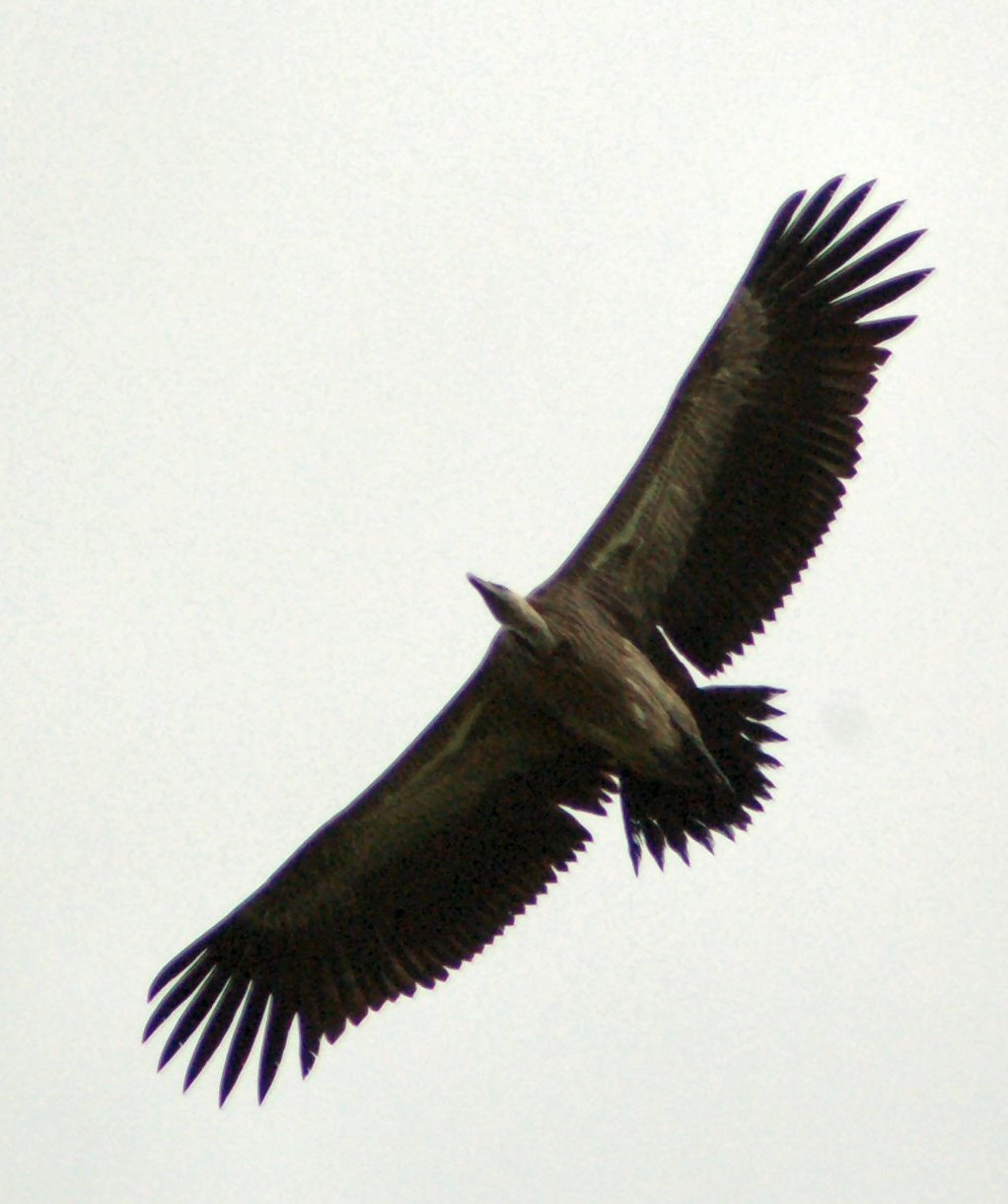
Grifone indiano in volo.

Il grifone indiano, saprofago dalla costituzione robusta (lunghezza totale circa 92 cm) e dall'aspetto trasandato, ha il becco color giallo chiaro, anelli perioculari chiari, testa e collo robusti, neri e ricoperti da un piumino chiaro, e un collarino bianco. Le piume del dorso e della parte superiore delle ali sono marroni, e sfumano sul color crema sul sottoala. Le cosce sono ricoperte di piume dello stesso colore della regione ventrale. I giovani hanno becco scuro, testa e collo rosei ricoperti di piumino chiaro e regione inferiore segnata da strisce marrone e crema.

## Distribuzione e habitat
Il grifone indiano è diffuso nel Pakistan sud-orientale e nell'India peninsulare.
Vive in città, paesi e villaggi nei pressi delle aree coltivate, nonché in aree aperte e boschive.

## Biologia
Essendo un saprofago, il grifone indiano si nutre prevalentemente di carogne che rinviene sia in aree urbane che rurali. Si associa al grifone del Bengala (Gyps bengalensis) quando si alimenta presso le discariche e i mattatoi. Nidifica in piccole colonie, generalmente su falesie e rovine, ma occasionalmente anche sugli alberi. I nidi sono enormi, e misurano sessanta-novanta centimetri di larghezza. Sono fatti di ramoscelli e imbottiti con foglie verdi e immondizia. Tra metà novembre e inizio marzo, la femmina depone un uovo bianco, di forma ovale, covato da entrambi i genitori per 50 giorni. I genitori di entrambi i sessi contribuiscono all'allevamento del piccolo, portandogli il cibo e proteggendolo. Si ritiene che solo il 50% delle coppie nidifichi tutti gli anni.

## Conservazione

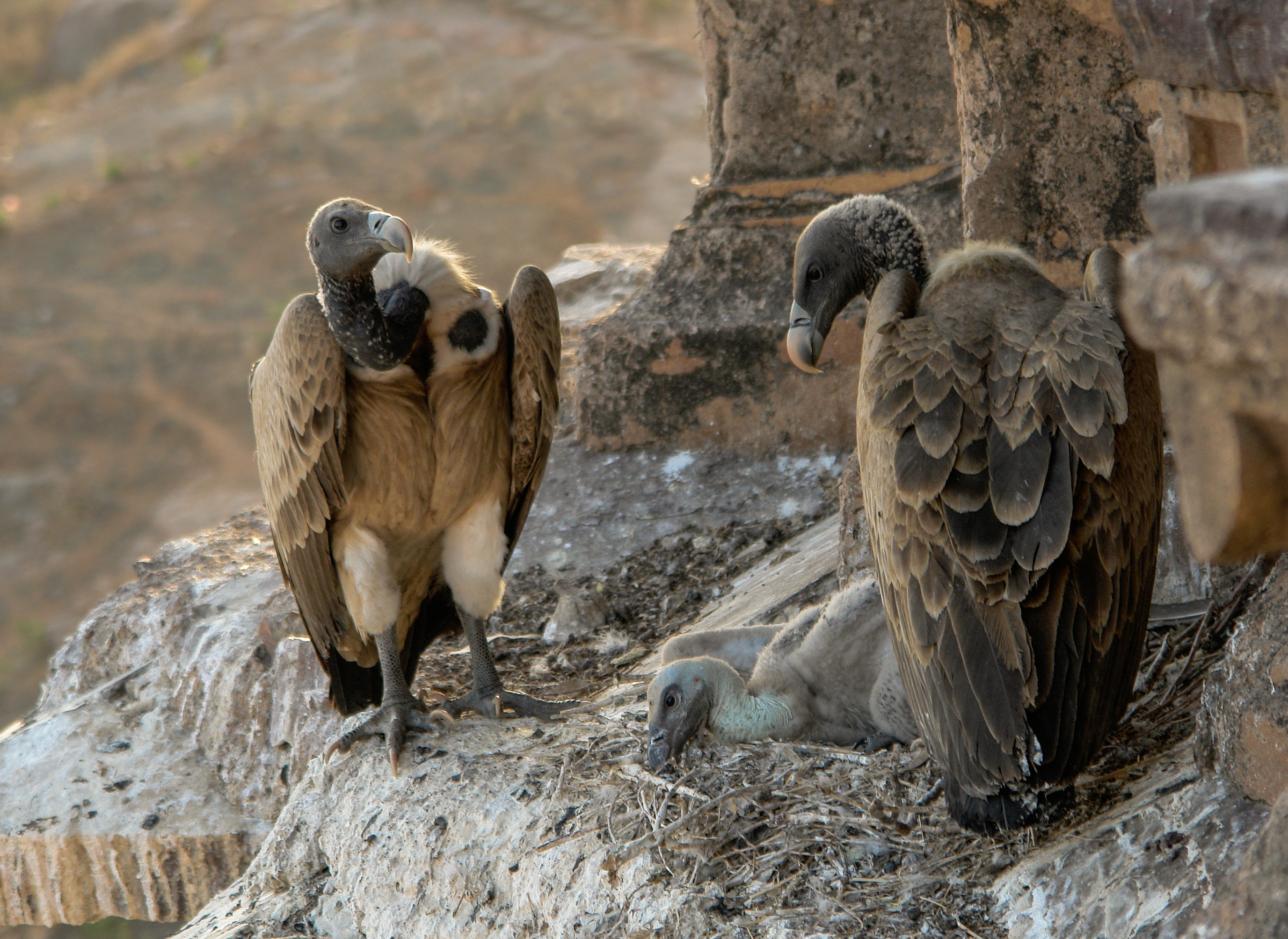
At nest (Orchha, India)

Proprio come altre specie del genere Gyps, il grifone indiano ha subito un grave declino a partire dalla fine degli anni '90, tanto che il numero di esemplari si è ridotto del 95%. In un primo momento gli studiosi attribuirono la causa di una mortalità così elevata a un virus fatale, ma le analisi di laboratorio rivelarono che gli avvoltoi stavano soffrendo di insufficienza renale in seguito al consumo di carne di bestiame precedentemente trattato con un farmaco anti-infiammatorio, il diclofenac. Infatti, il declino degli avvoltoi è dovuto proprio all'utilizzo di questo farmaco letale, presente solamente in piccole quantità in ogni carcassa di ungulato, ma dal momento che gli avvoltoi si spostano anche su lunghe distanze alla ricerca di carogne, una parte considerevole della popolazione è rimasta colpita. Le conseguenze del declino degli avvoltoi del genere Gyps si fanno già sentire per gli esseri umani, dato che le carcasse in putrefazione rimangono intatte, costituendo così un pericolo per la salute e attirando oltretutto le numerose popolazioni di cani rinselvatichiti portatori di rabbia.
È necessario impedire agli avvoltoi di avvicinarsi a carcasse di bestiame che sono state contaminate con il diclofenac, e trovare un farmaco sostitutivo alternativo. L'impegno del governo per il controllo dell'uso del farmaco è fondamentale, ma finché esso non sarà interamente rimosso dall'ambiente, varie organizzazioni per la protezione degli uccelli in collaborazione tra loro stanno progettando un piano che prevede la cattura e l'allevamento in cattività per i prossimi 20-30 anni di quanti più grifoni indiani possibile per evitare ulteriori decessi, che ridurrebbero ulteriormente la possibilità di recupero di questa già rara specie.